# شراکت ترنس-پسیفیک
پیمان تجاری اقیانوس آرام یا شراکت ترنس-پسیفیک (انگلیسی: Trans-Pacific Partnership) (TPP) یک پیمان سرمایه‌گذاری و مقررات‌گذاری بین ۱۲ کشور حاشیه اقیانوس آرام بجز چین است که در ۴ فوریه ۲۰۱۶ در آوکلند نیوزیلند بعد از ۷ سال مذاکره نهایی شده‌است. تا سال ۲۰۱۴، دوازده کشور در سرتاسر منطقهٔ آسیا-اقیانوسیه در مذاکرات تی پی پی شرکت کرده‌اند: استرالیا، برونئی، کانادا، شیلی، ژاپن، مالزی، مکزیک، نیوزیلند، پرو، سنگاپور، ایالات متحده آمریکا و ویتنام.
۳۰ فصل این پیمان بر اساس اهداف رشد اقتصادی، حمایت از ایجاد و نگهداری کار، افزایش نوآوری-بهره‌وری و رقابت، بالابردن سطح استاندارد زندگی، کاهش فقر در کشورهای طرف قرارداد، ارتقای شفافیت در حکومت، افزایش نیروی کار و حفظ محیط زیست نوشته شده‌اند.
TPPبه عنوان توافقنامه مشارکت اقتصادی استراتژیک اقیانوس آرام (انگلیسی: Trans-Pacific Strategic Economic Partnership Agreement) (TPSEP) آغاز شد و در سال ۲۰۰۵ توسط برونئی، شیلی، نیوزلند و سنگاپور امضا شد و در سال ۲۰۰۶ به صورت اجباری اجرا شد. از اهداف این توافق کاهش ۹۰٪ تعرفه گمرکی بین کشورهای عضو از تاریخ ۱ ژانویه ۲۰۰۶ و صفر شدن تعرفه گمرکی تا سال ۲۰۱۵ از مفاد قرارداد بود. در سال ۲۰۰۸ کشورهای استرالیا، کانادا، ژاپن، مالزی، مکزیک، پرو، آمریکا و ویتنام به بحث برای توافق گسترده‌تر پیوستند و کشورهای در حال مذاکره به ۱۲ رسید.
کشورهای شرکت‌کننده با هدف تکمیل مذاکرات در سال ۲۰۱۲ گرد هم آمدند ولی این روند با اختلاف نظر بر سر مسائل از جمله کشاورزی، خدمات و سرمایه‌گذاری به طول انجامید. در نهایت در ۵ اکتبر ۲۰۱۵ به توافق رسیدند. اجرای TPP یکی از اهداف برنامه‌های تجاری دولت اوباما بوده‌است.
ایالات متحده آمریکا این پیمان را امضا کرده‌است. با این حال، دونالد ترامپ رئیس‌جمهور آمریکا در نوامبر ۲۰۱۶ اعلام کرد از این پیمان کنار خواهد نشست. او با امضای یک فرمان اجرایی در ۲۳ ژانویه ۲۰۱۷ کناره‌گیری آمریکا از این شراکت را اعلام کرد. ترامپ پس از امضای این دستور اجرایی و خروج از این شراکت، گفت: «مدت زمان زیادی راجع این مسئله گفتگو کردیم. خروج از این پیمان ۱۲ کشوری، به سود کارگران آمریکایی خواهد بود.»
در نهایت توافق شراکت جامع و پیشروی ترنس-پاسیفیک (Comprehensive and Progressive Agreement for Trans-Pacific Partnership) موسوم به CPTPP یا TPP11 بین کشورهای استرالیا، برونئی، کانادا، شیلی، ژاپن، مالزی، مکزیک، زلاند نو، پرو، سنگاپور و ویتنام منعقد شد. در زمان امضای این توافقنامه مجموع اقتصاد این یازده کشور ۱۳٫۴ درصد GDP جهانی در حدود ۱۳٫۵ تریلیارد دلار آمریکا را در بر نی گرفت که سومین منطقه تجارت آزاد جهان از حیث GDP بعد از نفتا و بازار واحد اروپا است. از ۳۰ دسامبر ۲۰۱۸ این توافق بین کشورهای استرالیا، کانادا، ژاپن، مکزیک، زلاندنو و سنگاپور به اجرا در می‌آید.

## اعضا
| کشور                | وضعیت در ۲۰۰۵       | امضاکننده    | آغاز مذاکرات | انصراف         |
| ------------------- | ------------------- | ------------ | ------------ | -------------- |
| سنگاپور             | عضو (۲۸ مه ۲۰۰۶)    | ۴ فوریهٔ ۲۰۱۶ | فوریهٔ ۲۰۰۸   |                |
| برونئی              | عضو (۲۸ مه ۲۰۰۶)    | ۴ فوریهٔ ۲۰۱۶ | فوریهٔ ۲۰۰۸   |                |
| نیوزیلند            | عضو (۱۲ ژوئیه ۲۰۰۶) | ۴ فوریهٔ ۲۰۱۶ | فوریهٔ ۲۰۰۸   |                |
| شیلی                | عضو (۸ نوامبر ۲۰۰۶) | ۴ فوریهٔ ۲۰۱۶ | فوریهٔ ۲۰۰۸   |                |
| ایالات متحده آمریکا | غیرعضو              | ۴ فوریهٔ ۲۰۱۶ | فوریهٔ ۲۰۰۸   | ۲۳ ژانویهٔ ۲۰۱۷ |
| استرالیا            | غیرعضو              | ۴ فوریهٔ ۲۰۱۶ | نوامبر ۲۰۰۸  |                |
| پرو                 | غیرعضو              | ۴ فوریهٔ ۲۰۱۶ | نوامبر ۲۰۰۸  |                |
| ویتنام              | غیرعضو              | ۴ فوریهٔ ۲۰۱۶ | نوامبر ۲۰۰۸  |                |
| مالزی               | غیرعضو              | ۴ فوریهٔ ۲۰۱۶ | اکتبر ۲۰۱۰   |                |
| مکزیک               | غیرعضو              | ۴ فوریهٔ ۲۰۱۶ | اکتبر ۲۰۱۲   |                |
| کانادا              | غیرعضو              | ۴ فوریهٔ ۲۰۱۶ | اکتبر ۲۰۱۲   |                |
| ژاپن                | غیرعضو              | ۴ فوریهٔ ۲۰۱۶ | مهٔ ۲۰۱۳      |                |

## تصویب قرارداد
متن قرارداد باید بر اساس روش ملی کشورهای مربوطه به تصویب برسد و سند انعقاد قرارداد به دولت نیوزلند (ضامن قرارداد) سپرده می‌شود.

### کانادا
در ۵ اکتبر ۲۰۱۵، استفن هابر، نخست‌وزیر کانادا اشاره کرد که انتظار داشته امضای متن نهایی در سال جدید و تصویب بیش از ۲ سال به طول بینجامد.
در ۴ فوریه ۲۰۱۶ در مرحله امضای TPP، وزیر تجارت بین‌المللی کانادا اعلام گرد «یک اختلاف بزرگ بین امضا و تصویب وجود دارد» و بیان کرد متعهد به مطالعه کامل کمیته پارلمانی و بحث کامل پارلمانی پیش از تصویب هستیم.

### ژاپن
رقیب اصلی ژاپن در منطقه چین است و این دو کشور دیدگاه مختلفی نسبت به چگونگی رشد اقتصاد در آسیای شمال شرقی دارند. قبل از TPP ژاپن سعی داشت از طریق ایجاد صندوق آسیایی (انگلیسی: Asian Monetary Fund (AMF)) به تسلط برسد که به وسیلهٔ آمریکا مسدود شد.
در سال ۲۰۱۱ ژاپن موفق به برقراری توافق‌نامه همکاری با چین و کره به نام «توافق تجارت آزاد کره-ژاپن» و به عنوان شناخته شده CJKFTA شد که شامل آمریکا نمی‌شود. هدف ژاپن استفاده از کارت جمهوری خلق چین برای بدست آوردن حمایت و پشتیبانی آمریکا در TPP و تغییر مذاکرات به سمت برنامه‌های ژاپن بود. در ۹ دسامبر ۲۰۱۶ تصویب همکاری در مجلس مشاوران صورت گرفت و به عنوان اولین کشور تصویب‌کننده در ۲۰ ژانویه ۲۰۱۷ به نیوزلند اعلام شد.

### آمریکا
اغلب توافق‌های بین‌المللی در آمریکا با هدف ترویج داد و ستد تصویب می‌شوند که در آن کنگره آمریکا با دادن رأی بله/خیر به هر توافق رأی می‌دهند؛ که پس از رای‌گیری و تصویب باید ظرف ۹۰ روز به صورت قانونی اعمال شود. در آگوست سال ۲۰۱۶ رهبر سنای آمریکا، میچ مکانل اعلام کرد رای‌گیری در آن سال انجام نمی‌شود ولی قابل تغییر و کار کردن در دولت بعدی است.

## موانع تجارت
توافقنامه بیش از ۱۸٬۰۰۰ تعرفه گمرکی را کاهش می‌دهد. تعرفه تمام محصولاتی که در آمریکا ساخته می‌شوند و تمام محصولات مزارع این کشور به‌طور کامل حذف می‌شوند.
امضا کنندگان این توافق نماینده ۴۰٪ تولید ناخالص داخلی و ۱/۳ تجارت جهانی هستند.

## تأثیر اقتصادی
با توجه به نیویورک تایمز، اقتصاددانان نظرات متفاوتی در خصوص این قرارداد و اثرات آن بیان می‌کنند. به عنوان مثال تحقیقاتی توسط کمیسیون بین‌المللی تجارت، مؤسسه اقتصاد بین‌المللی پترسون و بانک جهانی صورت گرفته و بیان می‌شود که این قرارداد به نتایج مثبت اقتصادی برای همه امضا کنندگان منجر می‌شود در حالیکه تجزیه و تحلیل توسط اقتصاددانان Tufts نشان می‌دهد که توافق تأثیر منفی بر امضاکنندگان دارد.

### تأثیر بر برابری اقتصادی
جوزف استیگلیتز، در سال ۲۰۱۳ بر اساس پیش‌نویس به بیرون درز شده TPP هشدار داد که این قرارداد در خدمت منافع ثروتمندان است. مرکز تحقیقات اقتصادی استدلال می‌کند که TPP منجر به از دست دادن شغل‌ها و کاهش دستمزدها می‌شود و تا حد زیادی به نفع شرکت هاست و نه کارگران.
دو اقتصاد دان به نام‌های Peter A. Petri وMichael G Plummer این دیدگاه که TPP در درجه اول به نفع ثروتمندان است را به چالش می‌کشد. تجزیه و تحلیل آن‌ها نشان می‌دهد که منافع حاصل از TPP به‌طور عادلانه توزیع خواهد شد یعنی با کاهش قیمت‌ها، کاهش دستمزدها پوشش داده می‌شوند. توافق TPP همچنین منجر به منفعت برای کارگران در فقیرترین کشورهای عضو می‌شود.
Ed Gerwin در وال استریت ژورنال معتقد است توافق TPP منجر به سودآوری کسب و کارهای کوچک در آمریکا می‌شود.
با توجه به کمیسیون بین‌المللی تجارت آمریکا، به‌طور کلی TPPاثرات مثبت روی اقتصاد آمریکا دارد که شامل ۲۵٪ سود برای نیروی کار غیر ماهر، ۴۱٪ نیروی کار ماهر و ۳۴٪ صاحبان کار و سرمایه می‌شود.

### گزارش بانک جهانی
بانک جهانی اعلام کرد اگر TPP توسط امضا کنندگان به تصویب برسد، GDP کشورهای عضو تا سال ۲۰۳۰ به میزان ۱٫۱٪ و میزان دادو ستد کشورهای عضو به میزان ۱۱٪ افزایش میابدو نشان دهنده افزایش رشد تجارت منطقه است.
بانک جهانی اعلام کرد این توافقنامه سبب افزایش دستمزد در کشورهای عضو می‌شود مثلاً در آمریکا انتظار می‌رود تغییرات در دستمزد واقعی ناچیز باشد و دستمزد کارگران ماهر و غیر ماهر ۰٫۴ و ۰٫۶ درصد افزایش میابد و پیش‌بینی می‌شود در سال ۲۰۳۰، TPPدر ویتنام باعث افزایش دستمزد واقعی کارگران غیرماهر به بیش از ۱۴٪ برسد و سبب انتقال کارگران غیرماهر به ویتنام شود.
TPP باعث ایجاد رشته‌های مرتبط با تجارت است که سبب تقویت و هماهنگی مقررات، افزایش اطمینان، کاهش هزینه‌های تجاری برای شرکت‌های سرمایه‌گذاری در منطقه می‌شود.
کمیسیون تجارت بین‌المللی آمریکا صنایع ماشین‌های مسافربری، پوشاک، فراورده‌های لبنی، خرده فروشان و عمده فروشان، خدمات کسب و کار را ذینفعان ویژه پس از اجرای TPP می‌شمارد و تولیدکنندگان قطعات خودرو، پارچه، سویا، حمل و نقل و گردشگری، مواد شیمیایی و دارویی از متضرران ویژه هستند.

### گزارش دانشگاه Tufts
این تحقیقات نشان می‌دهد که پروژه TPP تأثیر منفی بر بازار کار دارد. ۴۵۰٬۰۰۰ کار در آمریکا، ۷۵٬۰۰۰ کار در ژاپن ۵۸٬۰۰۰کار در کانادا، ۵٬۰۰۰ کار در نیوزلند تا سال ۲۰۲۵ از بین خواهند رفت. طبق این گزارش ۷۷۱٬۰۰۰ کار در مجموع از بین می‌روند و اثرات مثبت اقتصادی برای کشورهای طرف قرارداد بسیار ناچیز است. اما یکی از اقتصاددانان دانشگاه هاروارد بیان می‌کند که مدل استفاده شده در دانشگاه Tuffs برای پیش‌بینی اثرات TPP مناسب نیست.

## جغرافیای سیاسی
قرارداد TPP باعث نزدیک شدن کشورهای همسایه چین به آمریکا و کاهش وابستگی آن‌ها به تجارت با چین می‌شود و در نتیجه قدرت چین در روابط تجاری کاهش میابد.